# Gyerekcsináló sapka
A gyerekcsináló sapka kifejezés egy egyszerű néphagyományból, hiedelemből származik.
Régen gyerek szó alatt a fiúgyermekeket értették, a lányok lányok voltak. A néphagyomány úgy tartotta, ha az apa az együttlét idejére felvesz egy sapkát, akkor (fiú)gyermek fog születni. 
Valószínűleg mivel a hagyományt a kevésbé jómódúak vették komolyan, a használt sapka egy házilag készített, egyszerű, fülig húzható sapka volt, így a köznyelv átvette ezt a kifejezést a nem túl szép vagy csak viccesen álló, teljesen a fejbe húzott sapkákra.